# 丙酸氯倍他索
丙酸氯倍他索（clobetasol propionate）是一种皮質類固醇，可以用于治疗湿疹、接觸性皮炎、脂溢性皮炎和銀屑病等皮肤病。它以乳膏、软膏或洗发水的形式涂抹在皮肤上。丙酸氯倍他索只有在其他皮质激素无法有效治療皮膚病时才可使用且不应長期使用；不建议使用在酒渣鼻、口周皮炎。
丙酸氯倍他索常见的副作用有皮肤干燥、发红、丘疹和蛛網紋。严重的副作用有过敏、蜂窩組織炎和庫興氏症候群等疾病。女性在妊娠和哺乳期使用丙酸氯倍他索的安全性尚不明确。
丙酸氯倍他索在1968年被列為专利，1978年起作為醫療用途。目前丙酸氯倍他索被列為通用名药物。